# James Vincent
James Michael Vincent (Glossop, 27 settembre 1989) è un calciatore inglese, difensore dello Stockport Town.

## Carriera
Ha giocato nella prima divisione scozzese.

## Palmarès

### Club

#### Competizioni nazionali
- Coppa di Scozia: 1

Inverness: 2014-2015
- Scottish Challenge Cup: 1

Inverness: 2019-2020